# Hrabstwo York (Karolina Południowa)
Hrabstwo York (ang. York County) – hrabstwo w stanie Karolina Południowa w Stanach Zjednoczonych.

## Geografia
Według spisu z 2000 roku obszar całkowity hrabstwa obejmuje powierzchnię 695,72 mil2 (1801,91 km²), z czego 682,45 mil2 (1767,54 km²) stanowią lądy, a 13,27 mil2 (34,37 km²) stanowią wody. Według szacunków United States Census Bureau w roku 2010 miało 226 073 mieszkańców. Jego siedzibą administracyjną jest York.

### Miasta
- Clover
- Fort Mill
- Hickory Grove
- McConnells
- Rock Hill
- Sharon
- Tega Cay
- York

### CDP
- India Hook
- Lake Wylie
- Lesslie
- Newport
- Riverview